# Josef Klaus
Josef Klaus (ur. 15 sierpnia 1910 w Mauthen, zm. 25 lipca 2001 w Wiedniu) – austriacki polityk i prawnik, działacz Austriackiej Partii Ludowej (ÖVP) i jej przewodniczący w latach 1963–1970, od 1961 do 1963 minister finansów, w latach 1964–1970 kanclerz Austrii.

## Życiorys
Studiował prawo na Uniwersytecie w Marburgu i na Uniwersytecie Wiedeńskim, kończąc ten kierunek w Wiedniu w 1934. Był sekretarzem działacza związkowego Johanna Stauda i pracownikiem izby pracy (Arbeiterkammer). Od 1939 żołnierz Wehrmachtu, jako prawnik służył głównie na stanowiskach biurowych. Pod koniec II wojny światowej pojmany przez żołnierzy amerykańskich. Po wojnie odbył aplikację prawniczą w Salzburgu, po czym od 1948 praktykował jako adwokat w Hallein.
Zaangażował się w działalność polityczną w ramach Austriackiej Partii Ludowej. W 1949 został wiceburmistrzem Hallein. W tym samym roku objął urząd starosty krajowego w Salzburgu, który sprawował do 1961. Od kwietnia 1961 do marca 1963 był ministrem finansów w gabinecie Alfonsa Gorbacha. W 1962, 1966 i 1970 uzyskiwał mandat posła do Rady Narodowej. W 1960 powołany na wiceprzewodniczącego ÖVP, następnie od 1963 do 1970 stał na czele swojego ugrupowania. Od kwietnia 1964 do kwietnia 1970 zajmował stanowisko kanclerza, stojąc na czele dwóch kolejnych rządów. Po wyborach w 1970 zastąpił go socjalista Bruno Kreisky. Josef Klaus zrezygnował wówczas z dalszej działalności politycznej, złożył w tym samym roku również mandat deputowanego.